# Zhao Jiwei
Dans ce nom, le nom de famille, Zhao, précède le nom personnel.
Zhao Jiwei (en chinois : 赵继伟), né le 25 août 1995, dans la province du Liaoning, en République populaire de Chine, est un joueur de basket-ball chinois, évoluant aux postes de meneur et d'arrière.

## Palmarès
- Champion d'Asie 2015